# Château de Coity
Le château de Coity est un château normand construit au XIIe siècle par l'un des compagnons de Robert FitzHamon, conquérant de Glamorgan. Il constitue un des éléments de défense de l'Angleterre contre les Gallois. Il est situé à Coity Higher, près de Bridgend (pays de Galles).